# Sidoarjo
Sidoarjo ist eine indonesische Stadt in der Provinz Jawa Timur (Ostjava).

## Geographie
Sidoarjo ist der Verwaltungssitz des Regierungsbezirks Sidoarjo.
Im Süden befindet sich der Schlammvulkan Sidoarjo.

## Sport
In Sidoarjo sind mittlerweile drei Fußballvereine ansässig. Deltras Sidoarjo und Persida Sidoarjo spielen in der Liga 3 und der 2020 gegründete Hizbul Wathan spielt in der Liga 2.

## Persönlichkeiten
- Nyonya Meneer (1895–1978), Unternehmerin
- Projo Waseso (* 1987), Radrennfahrer
- Ricky Pratama (* 2003), Fußballspieler